# Nangavalli
Nangavalli är en ort i Indien.   Den ligger i distriktet Salem och delstaten Tamil Nadu, i den södra delen av landet, 1 900 km söder om huvudstaden New Delhi. Nangavalli ligger 352 meter över havet och antalet invånare är 9 902.
Terrängen runt Nangavalli är platt åt sydost, men åt nordväst är den kuperad. Runt Nangavalli är det tätbefolkat, med 511 invånare per kvadratkilometer. Närmaste större samhälle är Mettur, 10,3 km väster om Nangavalli. Omgivningarna runt Nangavalli är en mosaik av jordbruksmark och naturlig växtlighet.